# Premiership na żużlu
SGB Premiership – Najwyższa klasa rozgrywkowa drużynowych mistrzostw Wielkiej Brytanii na żużlu i jedna z najsilniejszych żużlowych lig na świecie. Powstała 2017 roku w związku z restrukturyzacją brytyjskich rozgrywek żużlowych. Jest kontynuacją Elite League.

## Zasady
Obecnie w lidze rywalizuje sześć klubów. Drużyny rywalizują ze sobą w systemie kołowym. W fazie zasadniczej każda jedzie cztery mecze przeciwko każdej innej – dwa razy w domu i dwa razy na wyjeździe. Za zwycięstwo w meczu domowym otrzymuję się 3 punkty, a za remis 1, natomiast za zwycięstwo na wyjeździe 3 lub 4 (w zależności od rozmiarów wygranej), a za wyjazdowy remis 2. Cztery najlepsze zespoły po fazie zasadniczej, rywalizują w fazie play–off, w której wyłania się medalistów rozgrywek.
Mecz w Premiership składa się z piętnastu biegów, a skład jednej drużyny tworzy siedmiu zawodników. Najlepszy według średniej biegowej zawodnik danego klubu startuje pod numerem 1. Drugi, trzeci, czwarty i piąty zawodnik startują pod numerami 2–5, a dwaj najsłabsi pod numerami 6–7. W sezonie 2022 kalkulowana średnia meczowa sześciu najlepszych zawodników nie może przekraczać 39,00. W składach drużyn może występować dowolna liczba zawodników obcokrajowych, startować musi jeden zawodnik młodzieżowy, tzw. Rising Star.
Liga jest transmitowana przez stację Eurosport.

## Zestawienie medalistów
Stan na 2023 rok.
| SGB Premiership                                                 |                       |                      |                                       |       |                                         |          |
| 2017                                                            | Swindon Robins        | Wolverhampton Wolves | Belle Vue Aces/Poole Pirates          | 2,524 | Fredrik Lindgren (Wolverhampton Wolves) | 8 klubów |
| 2018                                                            | Poole Pirates         | King's Lynn Stars    | Belle Vue Aces/Somerset Rebels        | 2,494 | Robert Lambert (King's Lynn Stars)      | 7 klubów |
| 2019                                                            | Swindon Robins        | Ipswich Witches      | Poole Pirates/Wolverhampton Wolves    | 2,496 | Jason Doyle (Swindon Robins)            | 7 klubów |
| W roku 2020 ligi ze względu na pandemię covid-19 nie rozegrano. |                       |                      |                                       |       |                                         |          |
| 2021                                                            | Peterborough Panthers | Belle Vue Aces       | Sheffield Tigers/Wolverhampton Wolves | 2,363 | Jack Holder (Sheffield Tigers)          | 6 klubów |
| 2022                                                            | Belle Vue Aces        | Sheffield Tigers     | Ipswich Witches/Wolverhampton Wolves  | 2,634 | Jason Doyle (Ipswich Witches)           | 6 klubów |
| 2023                                                            | Sheffield Tigers      | Ipswich Witches      | Belle Vue Aces/Wolverhampton Wolves   | 2,676 | Emil Sajfutdinow (Ipswich Witches)      | 7 klubów |
| 2024                                                            |                       |                      |                                       |       |                                         | 7 klubów |